# المقدام
تقع قرية المقدام أو كلابية المقدام أو المجاميل أو الحني في الجهة الجنوبية الغربية من الأحساء، وتبعد عن الهفوف 14 كيلو مترًا، من القرى الشرقية لمدينة المبرز، حيث تنطلق منها وإليها جمال التجار محملة في البضائع المصدرة إلى الأحساء أو المستوردة منها، في البوابة الشمالية للأحساء، على بعد 70 كيلو مترًا شرق شاطئ العقير، مجاورة لقرية الكلابية واشتهرت بفخوذ من بني خالد.

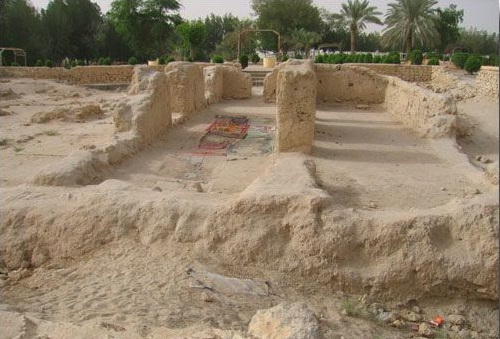
مسجد جواثا

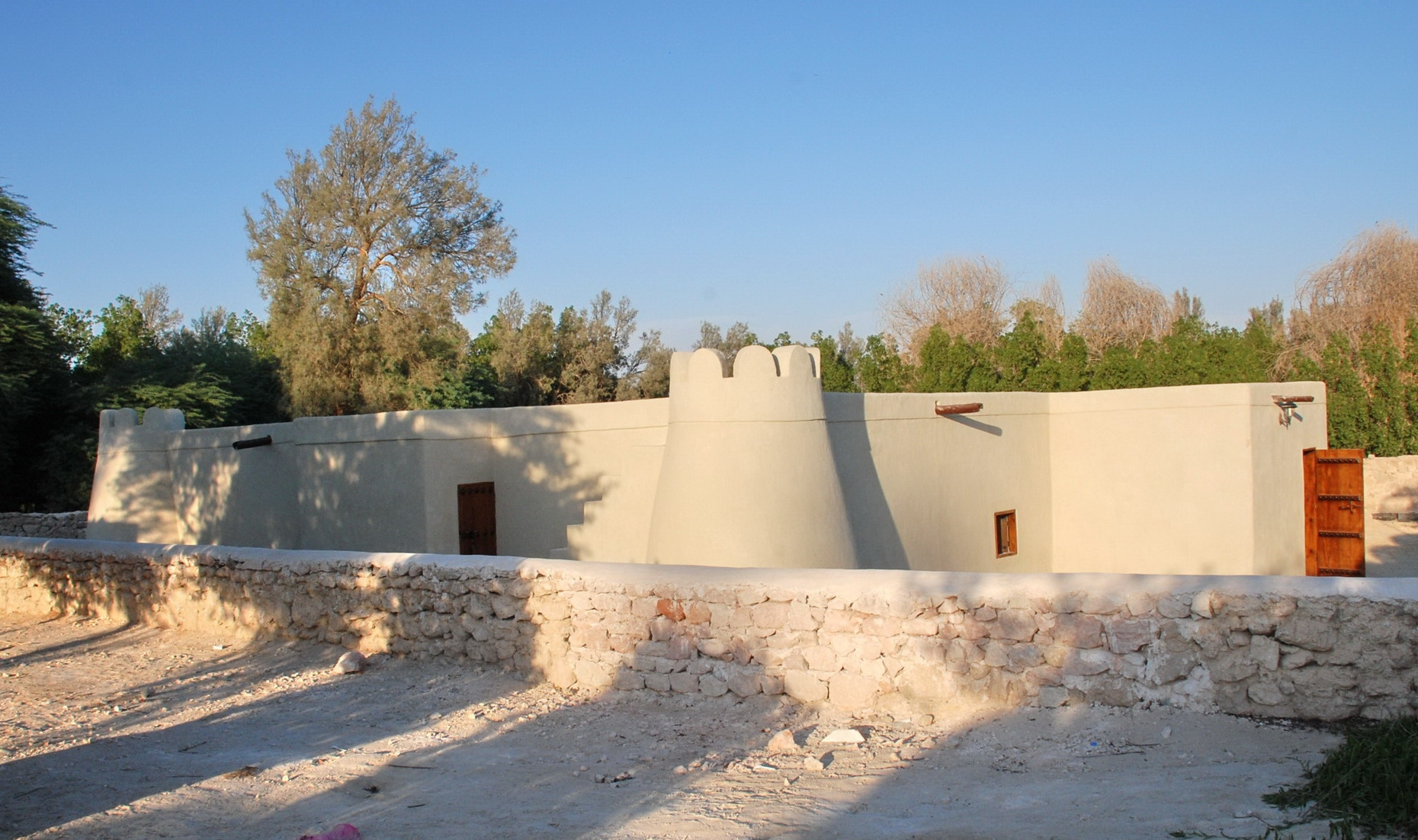
مسجد جواثا التاريخي بعد ترميمه.

## صناعة
يتفنن أهل قرية المقدام في الأحساء بسف سعف النخيل، وصناعة أشكال بإتقان لا يضاهيه أهل القرى الأخرى.

## مواقع أثرية وتاريخية
إلى جانب المقدام توجد عدة مواقع أثرية وتاريخية، منها مسجد جواثا وجبل الشعبان والمنتزه الوطني وجبل كنزان. وتضم البلدة عدة مرافق حكومية، مثل مدارس للبنين والبنات في كافة المراحل الدراسية، ومعهد للتربية الفكرية للمرحلتين الابتدائية والمتوسطة للبنين، ومكتب لوزارة المواصلات.